# Giuseppe Moro
Giuseppe Moro (Carbonera, 1921. január 16. – Porto Sant'Elpidio, 1974. január 28.) olasz labdarúgókapus. 